# Джарлаксл
Джарлакс Бэнр (Jarlaxle Baenre) — тёмный эльф-дроу, авантюрист и глава банды наемников Бреган Д’Эрт (Bregan D’aerthe), персонаж книг Роберта Сальваторе о вселенной Forgotten Realms. Впервые появляется в трилогии «Тёмный Эльф» о следопыте Дзирте До’Урдене. В дальнейшем, вместе с Энтрери становится одним из главных героев самостоятельной серии «Sellswords». Меняя компаньона на дворфа Атрогейта, встречается в книге «Король Пиратов» и становится одним из основных героев книг «Король Призраков», «Гаунтлгрим».

## D&D-характеристика
- Раса: тёмный эльф-дроу, мужчина.
- Класс: плут 6/боец 10/дуэлянт 9.
- Мировоззрение: хаотично-нейтральный.
- Сила 14, Ловкость 20, Телосложение 15, Интеллект 18, Мудрость 15, Харизма 18.
- Повторяющие заклинания способности: Танцующие огни, темнота, определение магии, огонь фей, определение мировоззрения, левитация.
- Оружейные навыки: Ручной арбалет, кинжал (обычный и метательный), длинный кинжал (main-gauche) (урон, как от кинжала, но положительный модификатор +1 отражению ударов и обезоруживанию врагов), рапира (1d6+l/ld8+1; специализация), длинный меч, короткий меч, двуручный боевой стиль.
- Неоружейные навыки: Танцы, Определение направления, Выносливость, Этикет (дроу), Азартные Игры, Сражение при свете, Верховая езда, наземная, Использование веревок, Установка ловушек, Пение, Выживание (Подземье), Чтение следов.

## Биография

### Происхождение
Джарлакс, по его собственным словам — один из младших сыновей матроны Ивоннель Бэнр. Как и Дриззт, он был Третьим сыном дома и подлежал принесению в жертву Ллос, но в ритуал тайно вмешалась матрона дома Облодра и защитила младенца с помощью ментальной магии, из-за чего мать Бэнр никак не могла убить сына кинжалом. Тогда это посчитали благословением Ллос, а новорожденного Джарлаксла — её избранным. По совершеннолетии, он покинул правящий Дом и основал свою собственную организацию Бреган Д'Эрт, завладел «подпольным» миром Мензоберранзана.

### В Мензоберранзане
Джарлаксл принимал участие почти во всех интригах Мензоберранзана. Он был частым гостем как в Доме Бэнр, так и в Доме До’Урден, близко знаком с оружейником Закнафейном. Его воины в рядах Дома Ган’етт штурмовали До’Урден, затем сменили сторону прямо посреди сражения, принеся Матери Мэлис победу. Джарлаксл не хранил верности никому, даже собственному народу. Он был тайным агентом разведки глубинных гномов и предоставлял им информацию за достойную плату.
После неудачи Мэлис в попытке убить её сына-ренегата Дриззта, Бреган Д'Эрт в составе войск Дома Бэнр уничтожили Дом До’Урден. Хитрый наемник извлек выгоду и из этого: он включил в свою шайку Дайнина и Вирну, последних уцелевших детей Дома. Бреган Д’Эрт приняли участие в попытке Вирны До’Урден и Артемиса Энтрери захватить Дриззта. При этом Джарлаксл напоказ демонстрировал, что не имеет ничего лично против следопыта-отщепенца, а лишь преследует цели улучшения своего положения.
В книге «Беззвездная ночь» Джарлакс ловит Кэтти-Бри после чего помогает ей и Артемису Энтрери организовать побег из Мензобернзана и при этом спасти Дриззта.

### В Калимпорте
Перебравшись в Калимпорт, Джарлакс использовал своего нового союзника, Артемиса Энтрери, чтобы свергнуть одного из лидеров мафии, Пашу Басадони, и занять его место. Номинальным главой гильдии Басадони стал Энтрери, но фактически он был марионеткой в руках темных эльфов, которые не рисковали действовать в открытую. Джарлакс справедливо опасался, что если об участии дроу станет известно главам других гильдий, они совместно ополчатся на них.
Депрессия Энтрери беспокоила Джарлаксла, который хотел, чтобы убийца был в лучшей форме. Наемник подстроил его поединок с извечным врагом Артемиса, следопытом Дриззтом, и позволил Энтрери убить его, надеясь, что это принесет убийце душевный покой. После дуэли, жрец Рай’ги по приказу Джарлаксля тайно воскресил Дзирта.
Также, наемник завладел волшебным кристаллом Креншинибоном. С помощью волшебной маски, некогда принадлежавшей Дриззту, а позднее Энтрери, Джарлаксл обманул Дриззта и его друзей, и, приняв облик священника Кеддерли, забрал у них кристалл. Вскоре Креншинибон начал оказывать излишнее влияние на разум главаря дроу: тот вдруг стал чрезмерно амбициозен и тщеславен, желал новых завоеваний и триумфов. Джарлаксл пытался бороться с волей кристалла, но все больше уступал ему. Он воздвиг в честь себя две магические башни и начал открыто воевать с другими гильдиями.
Обеспокоеные члены Бреган Д'Эрт сговорились покончить с безумным главарем. Энтрери, оставшийся единственным союзником Джарлаксля, заставил его отнести кристалл священнику Кеддерли, который и уничтожил его в пламени дракона Гефестуса. После этого наемник и убийца вынуждены были отправиться в скитания. Временным главой Бреган Д’Эрт остался Киммуриэль Облодра.

### Возвращение к Следопыту
Джарлакс вместе с новым компаньоном Атрогейтом появляется в книге Король Пиратов. Атрогейт даёт бой Дриззту на одной из улиц, во время войны пиратов и магов в Лускане. Далее происходит встреча Джарлакса и Дриззта, где Странствующий главарь Бреган Д'Эрт заверяет Дриззта в своей непричастности к происходящему в Лускане.
Далее Джарлакс и Атрогейт являются одними из основных героев продолжения трилогии Переходы, Король Призрак. Заметив парадоксальность магии, они решают обратиться за помощью к Кеддерли. Выдав Атрогейта Бренору, как посла от клана дворфов, Джарлакс подтолкнул отважную компанию клана Боевого Топора двинуться к Кеддерли за помощью, так как приёмная дочь Бренора и жена Дриззта, Кэтти-бри была одной из тысяч жертв рвущегося плетения Мистры. По пути к Храму Парящего Духа, к Дриззту и остальным приключенцам присоединяется Джарлакс с Атрогейтом, которым оружием пришлось доказывать свои намерения помочь товарищам, а также свою заинтересованность в разрешении проблем с магией.
В самом храме Джарлакс и Дриззту узнают, что виной всему Гефестус, дракон который слился с Креншинибоном и Иллитидом и нарёк себя Королём Призраков. Его существование разрушающе влияет на плетение Мистры, а также пробуждает мертвецов и призывает различных монстров с плана теней.
Победить Драколича было под силу только клерику Кеддерли, и после очередной атаки Гефестуса, Клерик с помощью подвески Реджиса, переходит за Кэтти-бри, на План Теней, где и проходит финальная битва. Вернувшись, Кэддерли более не человек, а всего лишь дух, который отныне и есть Король Призраков на Руинах Храма Парящего Духа.
Следующим поворотом сюжета становится странная смерть Кэтти-бри в стенах родного Мифрил-Халла. Проведя с Дриззтом последнюю ночь, она исчезает на глазах у своего мужа (забрав при этом с собой лежащего при смерти Реджиса, тем самым избавив его от страданий), который обращается за помощью к Джарлаксу, с просьбой найти её и хафлинга. Найти во что бы то ни стало.
После Магической Чумы, когда Абейр соединился с Торилом и нетерезы вернулись на Торил, Джарлакс был подвергнут псионическому вмешательству нетерезского мага и забыл спасти компаньона, Артемиса Энтрери, фактически продав его в рабство шадоварам. Спустя много лет, когда Энтрери вернул свою личность, он стремится отомстить предавшему его Джарлакслу.
Джарлакс является вдохновителем и менеджером при восстановлении Башни Магов Лускана, потому что заинтересован в сохранении своего города. Без действующей Башни Магов Лускан ждёт неминуемая катастрофа, вызванная освобождением огненного Предтечи в недрах Гаунтлгрима.
Когда Квентл Бэнр, стремясь увеличить своё политическое присутствие в совете матрон Мензоберранзана, пытается возродить дом До'Урден, она делает это, используя членов Бреган Д'Эрт, но игнорируя интересы Джарлакса и Бреган Д'Эрт. Она же, поощряемая Ллос, участвует в обмане Громфа Бэнр и Киммуриэля Облодра, играя на страсти к всемогуществу одного и желании вернуть мать из Абисса другого.
Таким образом Ллос заставляет псионика и архимага спровоцировать разрушение барьера, и демонические князья выходят в Подземье, больше не мешая Ллос увеличивать собственную мощь.
Джарлаксу приходится дипломатично использовать всех действующих персонажей, чтобы достичь целей: восстановить невосстанавливаемую башню, прогнать князей демонов из Мензоберранзана, восстановить собственные торговые пути (для чего очистить Гаунтлгрим от дроу), вылечить страдающего тяжелейшим маниакально-депрессивным расстройством Дриззта До'Урдена, спасти своих подчинённых от участия в интригах Квентл и т.д.
Результатом его действий становится привлечение Громфа на свою сторону, достижение гармонии между бывшими врагами Дриззтом  До'Урденом и Артемисом Энтрери, в качестве бонуса Ллос возвращает ему друга, убитого много лет назад Закнафейна.

## В компьютерных играх
Джарлаксл появляется в пятой главе игры Baldur's Gate II: Shadows of Amn, в подземном городе дроу Уст-Ната. Он подбивает игрока на задание похитить для него камни, которое оборачивается ловушкой. Однако, успешно прошедшего задание наемник награждает.
В ММОРПГ Neverwinter присутствует персонаж Джарлакс Бенре (Долина Ледяного Ветра, Кер-Кениг, трактир "Крючок, леска и грузило"). Он выдает по достижении определенного прогресса в игре задания на получение классовых артефактов.

## В настольных ролевых играх
Джарлаксл — один из главных антагонистов в модуле «Вотердип: Драконий куш», здесь он предстаёт замаскированным под человека и постоянно меняет обличья. Хотя по сюжету игры он противник персонажей игроков, он представлен почти положительным: в отличие от других злодеев, Джарлаксл стремится лишь к политическому влиянию и развлечению и не пытается убить главных героев.

## Книги, где появляется Джарлакс
- «Отступник» (Homeland, 1990)
- «Изгнанник» (Exile, 1990)
- «Тёмное Наследие» (the Legacy, 1992)
- «Беззвездная Ночь» (Starless Night, 1993)
- «Нашествие тьмы» (Siege of Darkness, 1994)
- «Бесшумный Клинок» (Silent Blade, 1998)
- «Служитель Кристалла» (Servant of the Shard, 2000)
- «Заклятие Короля-Колдуна» (Promise of the Witch King, 2005)
- «Дорога Патриарха» (Road of the Patriarch, 2006)
- «Король пиратов» (The Pirate King, 2008)
- «Король призраков» (The Ghost King, 2009)
- «Гаунтлгрим» (Gauntlgrym, 2010)
- «Последний Порог»(The Last Threshold, 2013)
- «Компаньоны» (Companions, 2013)
- «Архимаг» (Archmage: Homecoming Series, 2015)
- «Маэстро» (Maestro: Homecoming Series, 2016)
- «Герой» (Hero: Homecoming Series, 2016)